# Žitavce
Žitavce es un municipio del distrito de Nitra en la región de Nitra, Eslovaquia, con una población estimada a final del año 2024 de 396 habitantes.
Se encuentra ubicado en el centro-oeste de la región, en el valle del río Nitra (cuenca hidrográfica del Danubio) y cerca de la frontera con la región de Trnava.

## Demografía
| Año        | 1994 | 2004    | 2014     | 2024    |
| ---------- | ---- | ------- | -------- | ------- |
| Población  | 328  | 334     | 373      | 396     |
| Diferencia |      | +1,82 % | +11,67 % | +6,16 % |

| Año        | 2023 | 2024    |
| ---------- | ---- | ------- |
| Población  | 399  | 396     |
| Diferencia |      | −0,75 % |